# Adnard Mehmeti
Adnard Mehmeti (Vushtrri, 23 gennaio 2001) è un calciatore kosovaro, centrocampista del Partizani Tirana.

## Carriera
Il 1º luglio 2023 viene acquistato a titolo definitivo per 100.000 euro dalla squadra albanese del Partizani Tirana.

## Statistiche

### Presenze e reti nei club
Statistiche aggiornate al 1º novembre 2023.
| Stagione         | Squadra          | Campionato       | Campionato | Campionato | Coppe nazionali | Coppe nazionali | Coppe nazionali | Coppe continentali | Coppe continentali | Coppe continentali | Altre coppe | Altre coppe | Altre coppe | Totale | Totale |
| Stagione         | Squadra          | Comp             | Pres       | Reti       | Comp            | Pres            | Reti            | Comp               | Pres               | Reti               | Comp        | Pres        | Reti        | Pres   | Reti   |
| ---------------- | ---------------- | ---------------- | ---------- | ---------- | --------------- | --------------- | --------------- | ------------------ | ------------------ | ------------------ | ----------- | ----------- | ----------- | ------ | ------ |
| 2019-2020        | Vushtrria        | SL               | 4          | 0          | CK              | 1               | 0               | -                  | -                  | -                  | -           | -           | -           | 5      | 0      |
| 2020-2021        | Vushtrria        | 1L               | 0          | 0          | CK              | 0               | 0               | -                  | -                  | -                  | -           | -           | -           | 0      | 0      |
| 2021-2022        | Vushtrria        | 1L               | 0          | 0          | CK              | 0               | 0               | -                  | -                  | -                  | -           | -           | -           | 0      | 0      |
| Totale Vushtrria | Totale Vushtrria | Totale Vushtrria | 4          | 0          |                 | 1               | 0               |                    | -                  | -                  |             | -           | -           | 5      | 0      |
| 2022-2023        | Erzeni           | KS               | 34+1       | 0+1        | CA              | 3               | 0               | -                  | -                  | -                  | -           | -           | -           | 38     | 1      |
| 2023-2024        | Partizani Tirana | KS               | 9          | 0          | CA              | 0               | 0               | UCL+UECL           | 2+5                | 0                  | SA          | 0           | 0           | 16     | 0      |
| Totale carriera  | Totale carriera  | Totale carriera  | 47+1       | 0+1        |                 | 4               | 0               |                    | 7                  | 0                  |             | 0           | 0           | 59     | 1      |

## Palmarès
- Supercoppa d'Albania: 1

Partizani Tirana: 2023